# Norbert Smith: A Life
Norbert Smith: A Life, també estrenat com Sir Norbert Smith: A Life, és un telefilm de tipus mockumentary (fals documental paròdic) de 1989, que narra la vida i carrera de l'actor britànic fictici Sir Norbert Smith. Fou protagonitzat per Harry Enfield en el paper principal. El guió fou escrit per Harry Enfield i Geoffrey Perkins i dirigit per Geoff Posner.

## Sumari
La pel·lícula és presentada com fi fos una edició del programa artístic d'ITV The South Bank Show, commemorant el 80è aniversari de Sir Norbert Smith, un famós actor britànic. Melvyn Bragg, l'autèntic presentador de The South Bank Show, s'interpreta a si mateix, visitant Sir Norbert a la seva llar i animant-lo a recordar la seva trajectòria passada. Bragg també conversa amb diverses persones que han treballat amb Sir Norbert al llarg dels anys. Les entrevistes, escampades per la pel·lícula, revelaven gradualment que Sir Norbert és aclamat com un dels "cavallers del teatre" britànic, un actor shakespearià estrella en el motlle de Laurence Olivier o John Gielgud, cap dels seus contemporanis té res particularment bo a dir sobre ell, i que l'ancià Sir Norbert, ha recordat de manera confusa i poc fiable el seu propi passat. L'objectiu principal de la pel·lícula, però, és mirar la carrera de Sir Norbert com a actor, mitjançant clips intercalats en diversos papers.
Nascut al sud de Londres el 1909, el jove Norbert visita el Peckham Empire Theatre i creix al fons del music hall. Es llança al cinema fent un paper secundari a Oh, Mr Bankrobber! (1936), protagonitzada per l'estimat còmic britànic Will Silly. S'enfila cap a l'estrellat a Rebel Without a Tie (1937), on interpreta un criminal que, després d'escoltar un policia, veu de sobte l'error de les seves maneres i es reforma. Amb l'esclat de la Segona Guerra Mundial, Smith va a Hollywood a protagonitzar musicals com Lullaby of London (1940), però torna a Gran Bretanya a temps per produir pel·lícules d'informació pública per a l'esforç de guerra, inclosa Venereal Disease: The Facts (1941), en què parla directament a la càmera sobre els perills de les malalties de transmissió sexual. Tanmateix, a causa de la censura i prudència del cinema que hi havia en aquell moment, no és capaç de transmetre cap informació útil; qualsevol referència a la malaltia s'amaga darrere d'eufemismes com ara “innominables”.
Smith torna als papers més tradicionals dirigint i protagonitzant una sèrie de produccions de Shakespeare per a l'escenari i la pantalla, inclosa Hamlet (1949), amb un guió "adaptat en col·laboració amb Noël Coward". Aquests treballs, així com la seva aparició en un comercial molt enaltit per al detergent Sudso, l'ajuden a establir-se com un dels principals actors de la seva generació. Smith es casa amb Mazie Mitford i el 1955, funda els Estudis Norbert, que produeixen westerns britànics com They Called Him Stranger (1955) així com una sèrie de comèdies britàniques inclosa Passport to Puddlewitch (protagonitzada pel còmic Dick Dotty) i Whimsy Galore. Smith també apareix al drama Mozart: Man of Music (1957), refeta com a Beethoven: Man of Music el 1958 i com a Andrew Lloyd Webber: Man of Music el 1984. Smith és ennoblit per les seves contribucions a l'escenari i a la pantalla britànics. Com a Sir Norbert, apareix a It's Grim Up North (1962), on interpreta el pare d'una casa de classe obrera pobra, incapaç d'exercir cap autoritat sobre la seva família i, sobretot, sobre el seu fill adult rebel: “Si descobreixo qui m’ha agafat el cinturó, tacaré el cinturó amb la seva sang”. En un canvi de registre, també apareix al rock musical Keep Your Hair On, Daddio (1962), protagonitzat pel popular cantant Davey Throb. Sir Norbert interpreta al pare de Throb, incapaç d'apreciar la nova música beat interpretada per Throb i els seus amcis, però finalment creix a l'escenari musical i s'hi uneix. Sir Norbert també apareix a Rover Returns Home (1964), pel·lícula notable per ser una de les primeres aparicions cinematogràfiques de Michael Caine.
Tanmateix, en el prestigiós programa d'entrevistes Head to Head, queda implícit que la carrera de Sir Norbert és en el seu punt més baix i que té un greu problema amb la beguda. Aquest suggeriment es presenta a la seva propera pel·lícula, Dogs of Death en què ell i els seus veterans companys de repartiment (Richard Smashed, Dick Booze, Oliver Guinness i Peter O'Pissed) beuen molt al plató. La propera pel·lícula de Sir Norbert és un altre canvi de registre: Carry On Banging, rodada al campament pacifista de dones de Greenham Common en la dècada del 1980. A continuació apareix com a majordom britànic a Martha (1983), i produeix un biopic of Nelson Mandela, en el que Sir Norbert es posa una blackface per fer el paper principal. Als 80, entrevistat per Bragg, Sir Norbert no té projectes actuals, però segueix sent una icona molt estimada entre els actors britànics.

## Paròdies

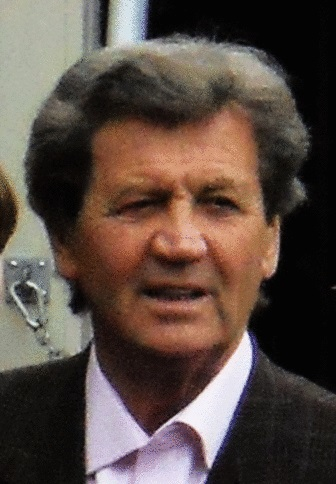
Melvyn Bragg presenta la pel·lícula, reanomenada de manera similar a la biografia seriosa "Laurence Olivier: A Life"

El format de la pel·lícula satiritza l'estil de les biografies artístiques televisives típiques de The South Bank Show, especialment "Laurence Olivier: A Life", un episodi de 1982 presentat per Melvyn Bragg; Enfield, envellit com a Sir Norbert, està fet per semblar molta més edat que Sir Laurence entrevistat a l'episodi. es entrevistes són similarment satíriques i proporcionen un humor addicional considerable amb les seves revelacions implícites sobre la mediocritat general de Sir Norbert.
En particular, però, cadascun dels "clips" de les paròdies de la carrera de Sir Norbert té un treball, gènere o estil reconeixibles. Oh, Mr Bankrobber! segueix de prop l'estil de les comèdies de Will Hay, amb Smith interpretant el personatge "Albert" (interpretat per Graham Moffatt a l'original). Encara que el títol inidica a Rebel sense causa, el fragment de Rebel Without a Tie parodia les pel·lícules britàniques de la preguerra, amb un fort to moralitzant, i probablement amb un toc de The Blue Lamp. Lullaby of London és produïda a l'estil dels musicals de Busby Berkeley, i també fa broma amb les idees mal informades de Hollywood sobre Gran Bretanya ("La torre de Londres, on el president d'Anglaterra va tallar els caps de les seves esposes"). Venereal Disease: The Facts és similar en general, una paròdia de pel·lícula d'informació pública. La versió de Hamlet de "Noël Coward", per contra, és força específica i parodiava la persona de Coward per a la posada en escena de la versió cinematogràfica de 1948 de Laurence Olivier. (Aquesta paròdia havia aparegut anteriorment a la sèrie de comèdies de ràdio de Perkins, Radio Active.) El comercial de Sudso és una paròdia de Breu encontre, on Smith fa el paper de Trevor Howard.
Els següents extractes tornen a l'estil general: They Called Him Stranger satiritza els intents britànics de baix pressupost per produir westerns casolans en technicolor, i cadascuna de les pel·lícules de Man of Music segueix els tòpics de vestuari de drama històric i composició de biografies. It’s Grim Up North satiritza les pel·lícules de retrat de classe obrera de començaments del 1960 rodades al Nord d'Anglaterra, com Saturday Night and Sunday Morning. (Enfield va assenyalar en una entrevista que la popular Billy Elliott va ser feta en el mateix estil: "cinema britànic plujós.") Keep Your Hair On, Daddio parodia les pel·lícules musicals de Cliff Richard dels anys seixanta, especialment The Young Ones. Rover Returns Home imagina un pobre intent britànic de replicar les pel·lícules americanes de Lassie, i també es diverteix en la "versatilitat" de Michael Caine, ja que és implícit que Caine intepreta el paper del gos Rover, disfressat de gos.
La entrevista Head to Head parodia el programa de televisió Face to Face, on l'entrevistador John Freeman incomoda cèlebrement els seus convidats fent preguntes profundament personals; en la paròdia Cyril Freebody llança insults en lloc de preguntes a Sir Norbert, per exemple, "totes les pel·lícules que heu fet són una porqueria, i les tres últimes m'han fet vomitar". Dogs of Death, l'èpica de la Segona Guerra Mundial amb un repartiment d'actors veterans, paròdia pel·lícules com El desafiament de les àguiles i The Wild Geese i suggereix la conducta infernal provocada per l'alcoholisme associada a actors com Richard Burton, Richard Harris, Oliver Reed i Peter O'Toole. Carry On Banging presenta un fragment d'una de les pel·lícules Carry On que mostra tres actors de la sèrie original: Barbara Windsor, Jack Douglas i Kenneth Connor. El paper de Sir Norbert com a majordom impertinent a Martha imita el paper de Sir John Gielgud a la pel·lícula Arthur, el solter d'or, mentre que el seu projecte final, intentant la blackface per al biopic de Mandela, parodia el paper de "blackface" d'Olivier a Othello i el de Alec Guinness a Passatge a l'Índia; el darrer és esmenat a la pel·lícula i quan Bragg pregunta Sir Norbert perquè va fer aquest paper, malgrat les crítiques del públic, Sir Norbert contesta "bé, senzillament Alec Guinness no era disponible".

## Estrena i recepció

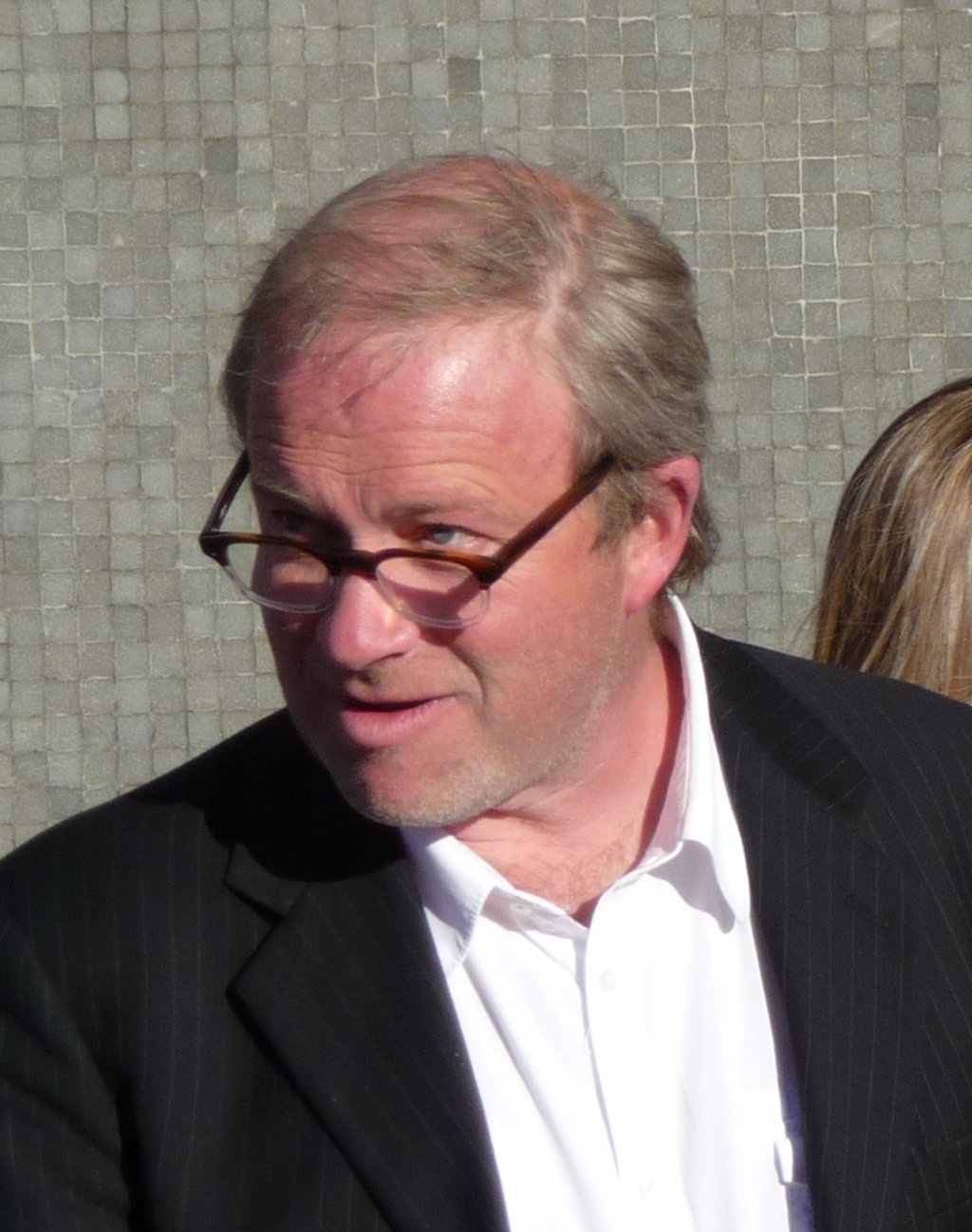
Harry Enfield va continuar parodiant antics famosos als seus darrers treballs

La pel·lícula va ser feta per Hat Trick Productions per Channel 4 i emesa per primer cop el 3 de novembre de 1989. David Morrison, en un assaig del British Film Institute, suggereix que part de l'humor de la pel·lícula va estar mal rebut per la recent mort de Sir Laurence Olivier. Tot i això, Enfield va insistir que Sir Norbert era un tipus, més que no pas un individu específic.
La informació pública de la paròdia esdevingué la base dels esquetxos de Mr Cholmondley-Warner en els següents programes televisius d'Enfield. Enfield també va incloure una afectuosa paròdia de Nelson Mandela a Harry & Paul, evocant el biopic paròdic de Mandela. Norbert Smith també va inspirar BBC Two a encarregar un documental paròdic d'Enfield i Paul Whitehouse en 2014, Harry and Paul's Story of the Twos, en commemoració del 50è aniversari de la cadena.
A Amèrica la pel·lícula es va estrenar com a Sir Norbert Smith: A Life a Public Broadcasting Service el 16 de novembre de 1990, com a part de la sèrie Masterpiece Theatre series. En una crítica a Entertainment Weekly, Ken Tucker va descriure la pel·lícula com una "sàtira sàviament divertida" i "una cruïlla entre Zelig de Woody Allen i Monty Python's Flying Circus". La crítica de David Hiltbrand per People Magazine l'anomena "una mirada descaradament divertida i burleta de la vida i la carrera d'un vell actor venarable" i "una meravellosa broma." Michael Hill, a The Baltimore Sun, va destacar la col·locació de la pel·lícula a la distingida sèrie de PBS: "[La pel·lícula] sona com una mena de biografia de gran importància d'un gran actor britànic que esperaríeu trobar a les Great Performances de PBS ... [sinó] no només Great Performances ha fet el pas inusual de posar quelcom divertit. En realitat, és divertit per si mateix." A The Los Angeles Times, Ray Loynd anomena la pel·lícula "deliciosa, aconseguint ser plàcida i punyent alhora. Aquí teniu un espectacle per guardar a la biblioteca i reproduir a les festes." La pel·lícula va guanyar el premi Popular Arts als 18è Premis Internacionals Emmy el 1990.
Jane Roscoe i Craig Hight a Faking It: Mock-Documentary and the Subversion of Factuality, un estudi acadèmic de documentals paròdics, esmenen que la pel·lícula "parod[ia] tant les narracions arquetípiques de la generació d'actors [de Smith] com una àmplia gamma d'estils cinematogràfics britànics (i nord-americans)." La pel·lícula és classificada com a "crítica i engany" del format documental, que va des d'una classe de pel·lícules que "posen de manifest explícitament la seva pròpia ficcionalitat, però generalment ho fan per demanar a la seva audiència que reflexioni sobre la validesa de la posició cultural o política dels seus subjectes." En un assaig per The Edinburgh Companion to Shakespeare and the Arts, Stephen Purcell assenyala que "el programa desmitifica les pròpies convencions de la mitologització de la televisió," desafiant la tradicional "santificació de Shakespeare" dels mitjans per satiritzar els actors britànics shakespearians en general i la pel·lícula Hamlet d'Olivier en particular.